# Compsobraconoides cinnamomi
Compsobraconoides cinnamomi är en stekelart som beskrevs av Fortier och Nishida 2004. Compsobraconoides cinnamomi ingår i släktet Compsobraconoides och familjen bracksteklar. Inga underarter finns listade i Catalogue of Life.